# General Motors P-75A Eagle
General Motors P-75A Eagle to samolot myśliwski zaprojektowany we wrześniu 1942 w zakładach General Motors Corporation w odpowiedzi na zamówienie USAAF na samolot z „niezwykle dużą prędkością wznoszenia”. GMC zaproponowało samolot zbudowany z części z istniejących już konstrukcji i napędzany najpotężniejszym dostępnym wówczas silnikiem chłodzonym cieczą Allison V-3420.
W tym okresie w zakładach General Motors produkowano szereg różnych samolotów, między innymi TBF Avenger (budowane przez GM samoloty tego typu miały oznaczenie TBM) i według niektórych źródeł kierownictwo GM miało nadzieję iż dzięki „priorytetowemu” wówczas projektowi P-75 uda im się uniknąć budowy Boeinga B-29.
Kontrakt na dwa prototypy które otrzymały oznaczenie XP-75 został podpisany w październiku 1942. Samolot miał się składać między innymi z zewnętrznych części skrzydeł Mustanga (choć w początkowym okresie prac projektowych użyto skrzydeł z P-40 Warhawka), ogona SBD Dauntless i podwozia F4U Corsair, a ogólna konstrukcja bazowała na rozwiązaniu P-39 Airacobra z silnikiem zamontowanym w środkowej części kadłuba i napędzający śmigło przez długi wał napędowy.
W połowie 1943 zapotrzebowanie na myśliwce przechwytujące zmalało na tyle, że postanowiono zmienić rolę nowo powstających samolotów na myśliwce eskortowe dalekiego zasięgu. Zamówiono wówczas 2500 samolotów tego typu z zastrzeżeniem, że kontrakt może zostać skasowany, jeżeli pierwszy prototyp nie okaże się udany.
Pierwszy lot XP-75 z 24-cylindrowym silnikiem o mocy 2600 KM napędzającego dwa śmigła przeciwbieżne odbył się 17 listopada 1943, drugi prototyp wzbił się w powietrze niedługo po pierwszym XP-75, a w 1944 dołączyło do nich 6 dalszych prototypów. W czasie programu testowego wykryto szereg problemów z nowym samolotem, okazało się, że źle wyliczono jego środek ciężkości, odkryto problemy z silnikiem który zawodził przy maksymalnej mocy i nie był wystarczająco dobrze chłodzony, a także pewne problemy ze sterownością. Aby zaradzić tym problemom zaprojektowano nowy ogon, samolot otrzymał nową owiewkę kabiny oraz poprawiono chłodzenie silnika. Pierwszy lot tak poprawionego P-75A odbył się we wrześniu 1944.
Osiągi i własności pilotażowe nowego samolotu uznano za wystarczające, ale dowództwo USAAF uznało wówczas, że w użyciu znajduje się już za dużo różnych typów samolotów, a zarówno P-47D Thunderbolt jak i P-51 Mustang świetnie sprawdziły się w warunkach bojowych i 6 października 1944 skasowało projekt P-75.

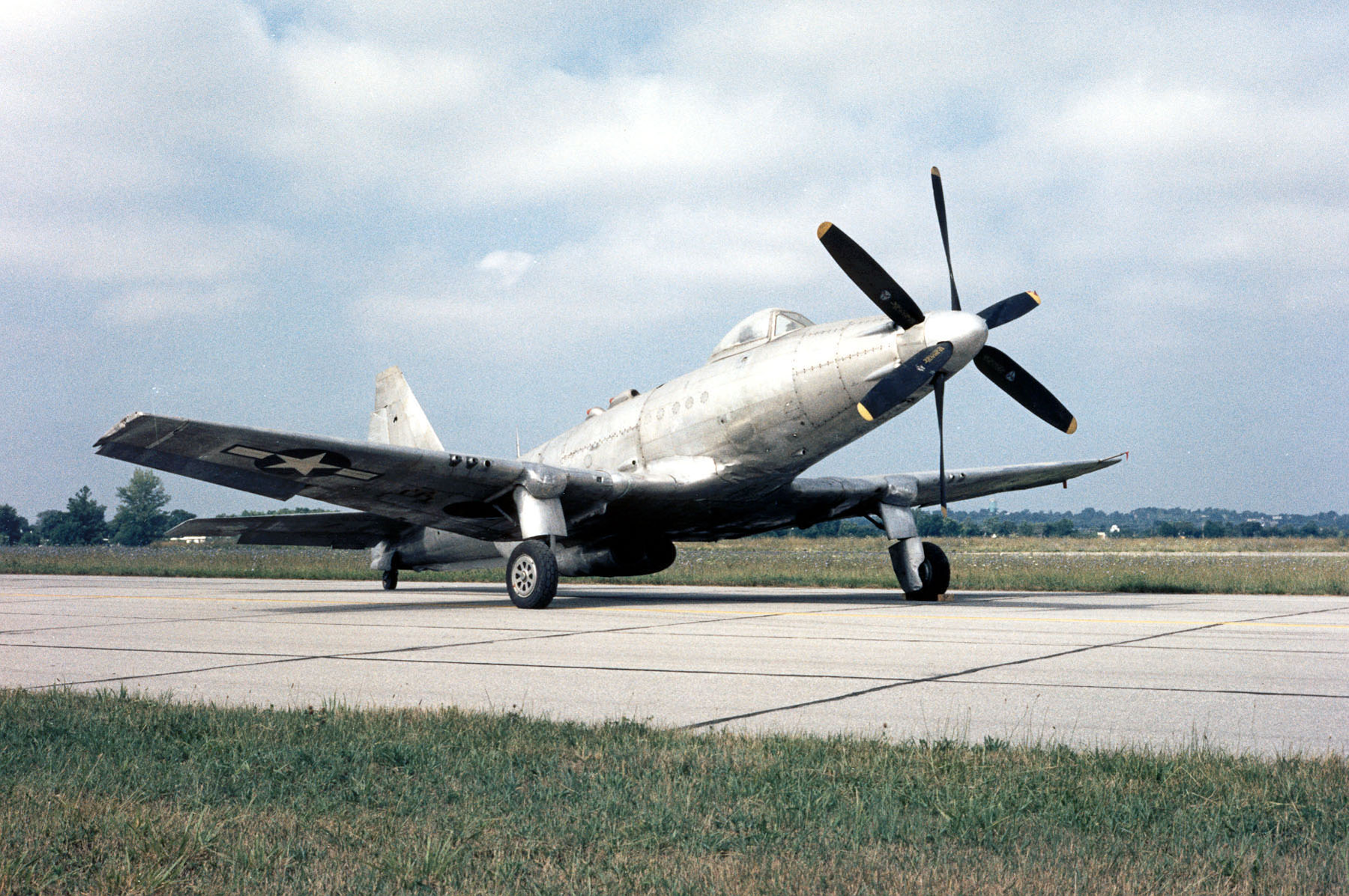
P-75A w muzeum USAF

Wiadomo o przynajmniej jednym XP-75 który przetrwał do dzisiejszych czasów. Jeden egzemplarz XP-75 znajduje się w Narodowym Muzeum Amerykańskich Sił Powietrznych (National Museum of the United States Air Force) w Dayton w ekspozycji samolotów eksperymentalnych.